# OG Anunoby
Ogugua Anunoby Jr. (Londen, 17 juli 1997) is een Brits basketballer.

## Carrière
Anunoby speelde collegebasketbal voor de Indiana Hoosiers van 2015 tot 2017. In 2017 werd hij als 23e gekozen in de NBA draft van dat jaar door de Toronto Raptors. Hij werd in zijn eerste seizoen meteen een starter en werd in zijn tweede seizoen kampioen met de club. In 2023 werd hij verkozen tot NBA All-Defensive Second Team en had de meeste steals van iedere speler. Eind december 2023 werd hij samen met Precious Achiuwa en Malachi Flynn naar de New York Knicks geruild voor RJ Barrett, Immanuel Quickley en een draftpick.

## Erelijst
- NBA-kampioen: 2019
- NBA All-Defensive Second Team: 2023

## Statistieken

### Regulier seizoen
| Seizoen  | Team            | WG  | WS  | MPW  | 2P%  | 3P%  | FW%  | RPW | APW | SPW | BPW | PPW  |
| -------- | --------------- | --- | --- | ---- | ---- | ---- | ---- | --- | --- | --- | --- | ---- |
| 2017/18  | Toronto Raptors | 74  | 62  | 20,0 | 47,1 | 37,1 | 62,9 | 2,5 | 0,7 | 0,7 | 0,2 | 5,9  |
| 2018/19  | Toronto Raptors | 67  | 6   | 20,2 | 45,3 | 33,2 | 58,1 | 2,9 | 0,7 | 0,7 | 0,3 | 7,0  |
| 2019/20  | Toronto Raptors | 69  | 68  | 29,9 | 50,5 | 39,0 | 70,6 | 5,3 | 1,6 | 1,4 | 0,7 | 10,6 |
| 2020/21  | Toronto Raptors | 43  | 43  | 33,3 | 48,0 | 39,8 | 78,4 | 5,5 | 2,2 | 1,5 | 0,7 | 15,9 |
| 2021/22  | Toronto Raptors | 48  | 48  | 36,0 | 44,3 | 36,3 | 75,4 | 5,5 | 2,6 | 1,5 | 0,5 | 17,1 |
| 2022/23  | Toronto Raptors | 67  | 67  | 35,6 | 47,6 | 38,7 | 83,8 | 5,0 | 2,0 | 1,9 | 0,7 | 16,8 |
| 2023/24  | Toronto Raptors | 27  | 27  | 33,3 | 48,9 | 37,4 | 71,7 | 3,9 | 2,6 | 1,0 | 0,5 | 15,1 |
| 2023/24  | New York Knicks | 23  | 23  | 34,9 | 48,8 | 39,4 | 79,1 | 4,4 | 1,5 | 1,7 | 1,0 | 14,1 |
| Carrière | Carrière        | 418 | 344 | 29,1 | 47,4 | 37,6 | 74,5 | 4,3 | 1,6 | 1,3 | 0,5 | 12,0 |

### Play-ins
| Seizoen  | Team            | WG | WS | MPW  | 2P%  | 3P%  | FW%  | RPW | APW | SPW | BPW | PPW  |
| -------- | --------------- | -- | -- | ---- | ---- | ---- | ---- | --- | --- | --- | --- | ---- |
| 2022/23  | Toronto Raptors | 1  | 1  | 42,3 | 30,8 | 28,6 | 90,0 | 4,0 | 5,5 | 1,0 | 1,0 | 13,0 |
| Carrière | Carrière        | 1  | 1  | 42,3 | 30,8 | 28,6 | 90,0 | 4,0 | 5,5 | 1,0 | 1,0 | 13,0 |

### Play-offs
| Seizoen  | Team            | WG | WS | MPW  | 2P%  | 3P%  | FW%  | RPW | APW | SPW | BPW | PPW  |
| -------- | --------------- | -- | -- | ---- | ---- | ---- | ---- | --- | --- | --- | --- | ---- |
| 2017/18  | Toronto Raptors | 10 | 10 | 23,8 | 55,8 | 44,8 | 72,7 | 2,1 | 0,7 | 0,6 | 0,4 | 7,9  |
| 2019/20  | Toronto Raptors | 11 | 11 | 35,7 | 45,5 | 41,5 | 64,3 | 6,9 | 1,2 | 1,0 | 1,2 | 10,5 |
| 2021/22  | Toronto Raptors | 6  | 6  | 36,1 | 47,6 | 34,1 | 75,0 | 4,0 | 2,5 | 1,0 | 0,2 | 17,3 |
| Carrière | Carrière        | 27 | 27 | 31,4 | 48,6 | 39,6 | 69,1 | 4,5 | 1,3 | 0,9 | 0,7 | 11,0 |

1 McCaw ·
2 Leonard ·
3 Anunoby ·
7 Lowry ·
8 Loyd ·
9 Ibaka ·
13 Miller ·
14 Green ·
15 Moreland ·
17 Lin ·
20 Meeks ·
23 VanVleet ·
24 Powell ·
25 Boucher ·
33 Gasol ·
43 Siakam ·
Coach Nurse